# Thyene chopardi
Thyene chopardi là một loài nhện trong họ Salticidae.
Loài này thuộc chi Thyene. Thyene chopardi được Lucien Berland & Millot miêu tả năm 1941.